# Craugastoridae
Craugastoridae är en familj av groddjur som ingår i ordningen stjärtlösa groddjur (Anura). Enligt Catalogue of Life omfattar familjen Craugastoridae 114 arter. Däremot listar databasen Amphibian Species of the World cirka 750 arter till familjen.

## Taxonomi
Underfamiljer och släkten enligt Amphibian Species of the World:
Underfamilj Craugastorinae Hedges, Duellman & Heinicke, 2008
- Släkte Craugastor
- Släkte Haddadus
- Släkte Strabomantis Peters, 1863

Underfamilj Holoadeninae Hedges, Duellman & Heinicke, 2008
- Släkte Barycholos Heyer, 1969
- Släkte Bryophryne Hedges, Duellman & Heinicke, 2008
- Släkte Euparkerella Griffiths, 1959
- Släkte Holoaden Miranda-Ribeiro, 1920
- Släkte Hypodactylus Hedges, Duellman, and Heinicke, 2008
- Släkte Lynchius Hedges, Duellman, and Heinicke, 2008
- Släkte Niceforonia Goin and Cochran, 1963
- Släkte Noblella Barbour, 1930
- Släkte Oreobates Jiménez de la Espada, 1872
- Släkte Phrynopus Peters, 1873
- Släkte Psychrophrynella Hedges, Duellman & Heinicke, 2008

Underfamilj Ceuthomantinae Heinicke, Duellman, Trueb, Means, MacCulloch & Hedges, 2009
- Släkte Ceuthomantis Heinicke, Duellman, Trueb, Means, MacCulloch, and Hedges, 2009
- Släkte Dischidodactylus Lynch, 1979
- Släkte Pristimantis Jiménez de la Espada, 1870
- Släkte Tachiramantis Heinicke, Barrio-Amorós & Hedges, 2015[3]
- Släkte Yunganastes Padial, Castroviejo-Fisher, Köhler, Domic & De la Riva, 2007

incertae sedis
- Eleutherodactylus bilineatus, tillfällig artnamn, oklart om den tillhör släktet Eleutherodactylus
- Geobatrachus walkeri, oklar vilken familj arten tillhör

## Utbredning
Arter som tillhör underfamiljen Craugastorinae förekommer från Arizona och Texas (USA) över Centralamerika till norra Venezuela och till Peru samt västra Brasilien. Utbredningsområdet för underfamiljen Ceuthomantinae sträcker sig från Honduras till norra Argentina samt till brasilianska skogar vid Atlanten. Några medlemmar lever på Trinidad and Tobago, på Grenada samt på Små Antillerna. Holoadeninae-arterna förekommer i norra Sydamerika i låglandet och i kulliga områden på båda sidor av Anderna söderut till Bolivia.